# ديريك هولمان
ديريك هولمان هو ملحن كندي، ولد في 16 مايو 1931.

## وصلات خارجية
- ديريك هولمان على موقع IMDb (الإنجليزية)
- ديريك هولمان على موقع ميوزك برينز (الإنجليزية)
- ديريك هولمان على موقع ديسكوغز (الإنجليزية)